# Concili del Laterà IV
El concili del Laterà IV és el dotzè concili ecumènic de l'Església catòlica, mantingut el 1215 a iniciativa del papa Innocenci III. Fou el més important dels concilis medievals, per tal com marcà l'apogeu de l'autoritat política i religiosa del papat. Tractà de la Cinquena Croada (1217), afavorí la croada albigesa i intensificà la lluita contra el catarisme.
La idea del concili va ser en principi dels emperadors romans d'Orient, abans del Gran Cisma d'Orient del 1054 per discutir l'hegemonia amb l'Església d'Occident. Però quan Innocenci III reprèn la idea d'un nou concili universal, és més aviat amb l'objectiu de predicar la croada i de parlar de la reforma de l'Església. Reconegué, però, al patriarcat de Constantinoble el primer lloc després del de Roma, seguida d'Alexandria, Antioquia i Jerusalem
El concili es defineix com a universal des del començament: 80 províncies eclesiàstiques són representades, o sigui 400 cardenals, arquebisbes, bisbes o patriarques, 800 abats, priors o degans. En total, 1.200 persones es reuneixen (per al concili del Laterà I van ser-ne 200). Va ser l'aplicació del principi de dret romà Quod omnes tangit ab omnes approbetur ('allò que concerneix a tothom, ha de ser aprovat per tothom'). Tanmateix, és innegable que els 70 decrets o cànons presos pel concili són abans de tot obra del papa.
Innocenci III mor poc després del concili, i finalment la croada que predicava no es faria.

## Decisions principals
- La simonia i el nicolaïsme són novament condemnats, igual com, per als clergues, l'embriaguesa, el joc, la participació en els festins i en els duels o fins i tot la pràctica de la cirurgia. El concili insisteix en la seva decència necessària: prohibició de vestits de luxe, obligació d'assistir als oficis, de guardar els llocs de culte nets i endreçats.
- Es denuncia la decadència de certs ordes com Cîteaux. El concili prohibeix tota nova creació d'orde i tota nova regla.
- Imposa la confessió i la comunió anual a tots els laics de més de 7 anys.
- Finalment, en l'àmbit judicial, es prohibeix l'ordalia (o judici de Déu).

## Decisions contra el catarisme
- El concili afirma (principalment per condemnar els càtars) la Trinitat, l'encarnació humana del Crist, i introdueix en el dogma, sota la influència dels teòlegs Pere Llombard i Étienne Langton, el concepte de la transsubstanciació, és a dir, la conversió dels elements eucarístics del pa i del vi en el cos i la sang de Crist durant la consagració a la missa.
- La qualitat del matrimoni és considerat un dels Set Sagraments i és definida com la unió de dues voluntats més que com la de dos cossos. La legislació sobre aquest assumpte es refina: el parentiu mínim ha de ser de 4 graus (en comptes de 7 des de la reforma gregoriana).

El concili s'ocupa sobretot de la qüestió albigesa: Ramon VI, comte de Tolosa, és destituït. Més generalment, el concili reafirma els fonaments de la política catòlica contra els heretges: els bisbes seran els encarregats d'acabar amb les heretgies, i les autoritats civils els han de prestar la seva ajuda. El concili condemna igualment les doctrines de Joaquim de Fiore, acusat de triteisme.

## Decisions contra els jueus
Els Jueus són objecte de mesures de discriminació:
- prohibició exercir funcions públiques
- obligació de portar un vestit especial que impedeixi les unions mixtes
- prohibició del préstec i la usura
- prohibició de sortir durant la setmana santa[2]

## Decisions contra els sarraïns
- El concili predica la croada contra els sarraïns i recorda la indulgència de la qual es beneficiaran els croats, així com la protecció atorgada per l'Església a les persones i als béns dels croats.
- Prohibició de nou de comerciar amb els musulmans.